# Shadow Peak (Wyoming)
Der Shadow Peak ist ein Berg im Grand-Teton-Nationalpark im Westen des US-Bundesstaates Wyoming. Er hat eine Höhe von 3269 m und ist Teil der Teton Range in den Rocky Mountains. Er befindet sich in der Cathedral Group, einem Bergstock, der die höchsten Gipfel der Teton Range zwischen den Schluchten Cascade Canyon und Avalanche Canyon umfasst. Der Shadow Peak liegt unmittelbar südlich des Nez Perce Peak und westlich der Seen Taggart Lake und Bradley Lake. Er erhebt sich nördlich über den Avalanche Canyon mit dem Lake Taminah und den Shoshoko Falls.

## Belege
1. ↑  Geonames: Shadow Peak. Abgerufen am 15. Mai 2021.
2. ↑  Peakbagger: Shadow Peak. Abgerufen am 15. Mai 2021.
3. ↑  Naturalatlas: Shadow Peak. Abgerufen am 15. Mai 2021 (englisch).